# Szymon Marhwiak Barabach
Szymon Barabach (ur. 13 sierpnia 1975 w Oławie) – polski tekściarz, poeta, pisarz.

## Twórczość
Autor tekstów piosenek, tekstów satyrycznych. Autor książek dla dzieci Leksykon strachów domowych (wyd. Zielona Sowa 2009) oraz Rymosmaki, czyli co się gdzie je na świecie (Wyd. Dwie Siostry).
Laureat Nagrody im. Wojtka Bellona podczas 33 SFP (1997). Członek Grupy „Bez Nas Wy?”, z którą wydał płytę pod tytułem Prawdy Oczywiste (Luna Music 1996).